# Caleta Salvador Reyes
Die Caleta Salvador Reyes (spanisch) ist eine Bucht an der Nordküste von Elephant Island im Archipel der Südlichen Shetlandinseln. Sie liegt zwischen dem Kap Belsham im Westen und dem Point Wild im Osten.
Wissenschaftler der 9. Chilenischen Antarktisexpedition (1954–1955) benannten sie nach dem chilenischen Schriftsteller Salvador Reyes Figueroa (1899–1970), chilenischer Botschafter im Vereinigten Königreich.